# Influenza A (H1N1) in Azië
Dit artikel beschrijft de Mexicaanse griep in Azië.

Mexicaanse griep in Azië:
Bevestigde sterfgevallen
Bevestigde besmetgevallen
Onbevestigde besmetgevallen
Geen besmetgevallen

## Afghanistan
Het eerste besmetgeval in Afghanistan was op 8 juli 2009.
Het eerste sterfgeval was op 29 oktober 2009.

## Azerbeidzjan
Het eerste besmetgeval in Azerbeidzjan was op 30 juli 2009.

## Bahrein
Het eerste besmetgeval in Bahrein was op 25 mei 2009.
Het eerste sterfgeval was op 31 augustus 2009.

## Bangladesh
Het eerste besmetgeval in Bangladesh was op 19 juni 2009.
Het eerste sterfgeval was op 29 augustus 2009.

## Bhutan
Het eerste besmetgeval in Bhutan was op 23 juli 2009.

## Brunei
Het eerste sterfgeval in Brunei was op 2 juli 2009.

## Cambodja
Het eerste besmetgeval in Cambodja was op 24 juni 2009.
Het eerste sterfgeval was op 28 september 2009.

## China

Mexicaanse griep in China:
Bevestigde besmetgevallen
Bevestigde sterfgevallen

De Chinese regering heeft op maandag 27 april een importverbod ingesteld voor vlees uit Mexico en enkele Amerikaanse staten.
Het eerste besmetgeval was op 10 mei 2009 in China
Op 8 juni was reeds van 108 personen bevestigd dat zij het virus hebben. Op 18 juli waren er 1537 gevallen, eind juli 2.090.
Het eerste sterfgeval was op 6 oktober 2009.

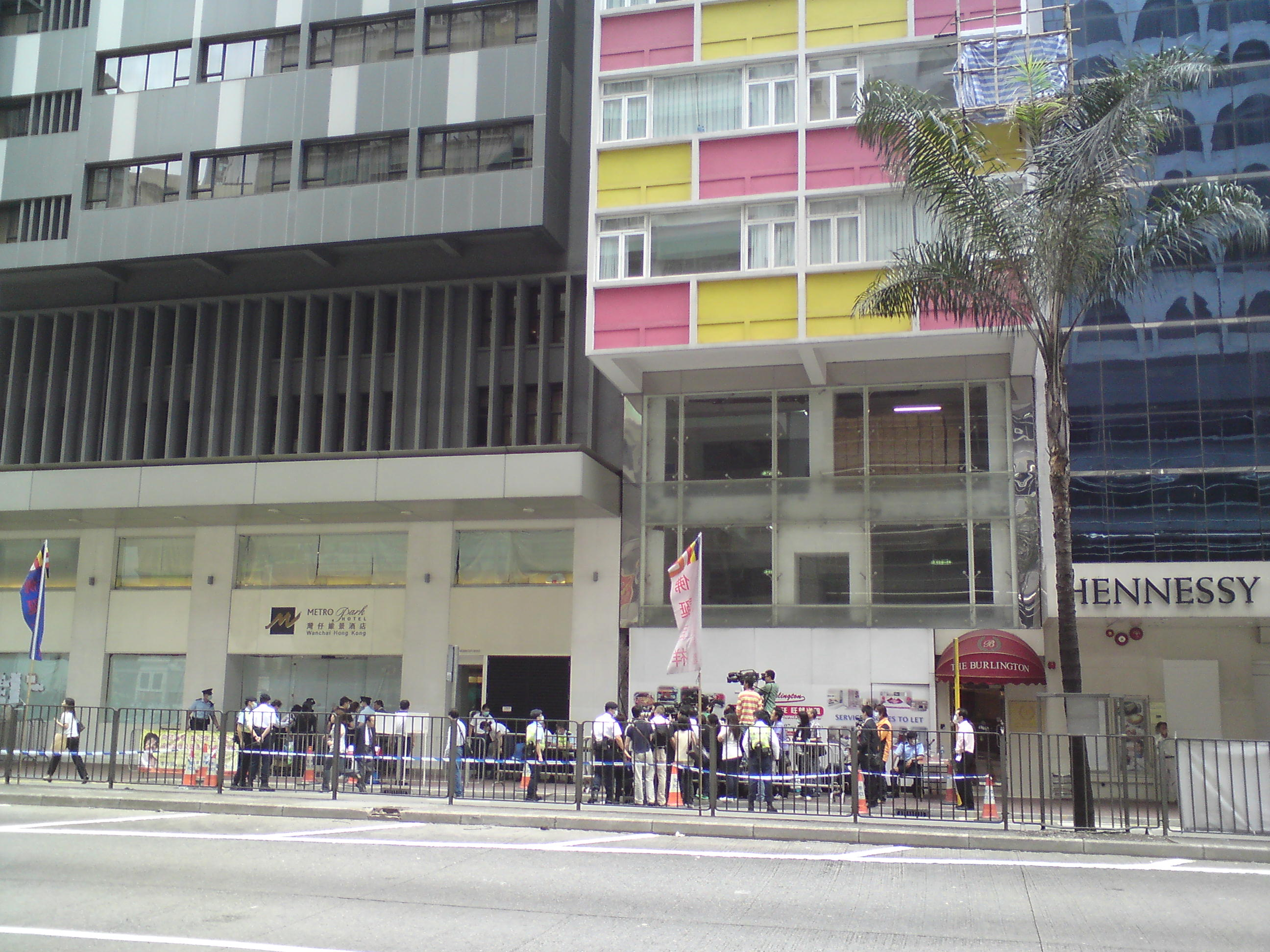
Gasten en personeel van het Metropark Hotel in Hongkong werden vanwege een geïnfecteerde hotelgast in quarantaine geplaatst

### Hongkong

Mexicaanse griep in Hongkong:
Bevestigde besmetgevallen

Op 1 mei werden alle circa 200 gasten en 100 personeelsleden van een hotel in het Hongkongse stadsdeel Wan Chai in quarantaine geplaatst. Een Mexicaanse gast van het hotel was besmet met de Influenza A (H1N1). Onder de gasten waren acht Nederlanders en twee Belgen. Op 8 mei waren alle gasten inmiddels weer vrij. Op 18 juli waren er al 1748 gevallen geregistreerd, eind juli waren het er 3.673, waarvan er 1 is overleden.

### Macau
Het eerste besmetgeval in Macau was op 18 juni 2009.
Het eerste sterfgeval was op 2 september 2009.

### Taiwan

Mexicaanse griep in Taiwan/ROC:
Bevestigde besmetgevallen
Bevestigde sterfgevallen

Het eerste besmetgeval in Taiwan was op 19 mei 2009.
Het eerste sterfgeval was op 30 juli 2009.

## Cyprus
Het eerste besmetgeval in Cyprus was op 30 mei 2009.

## Filipijnen

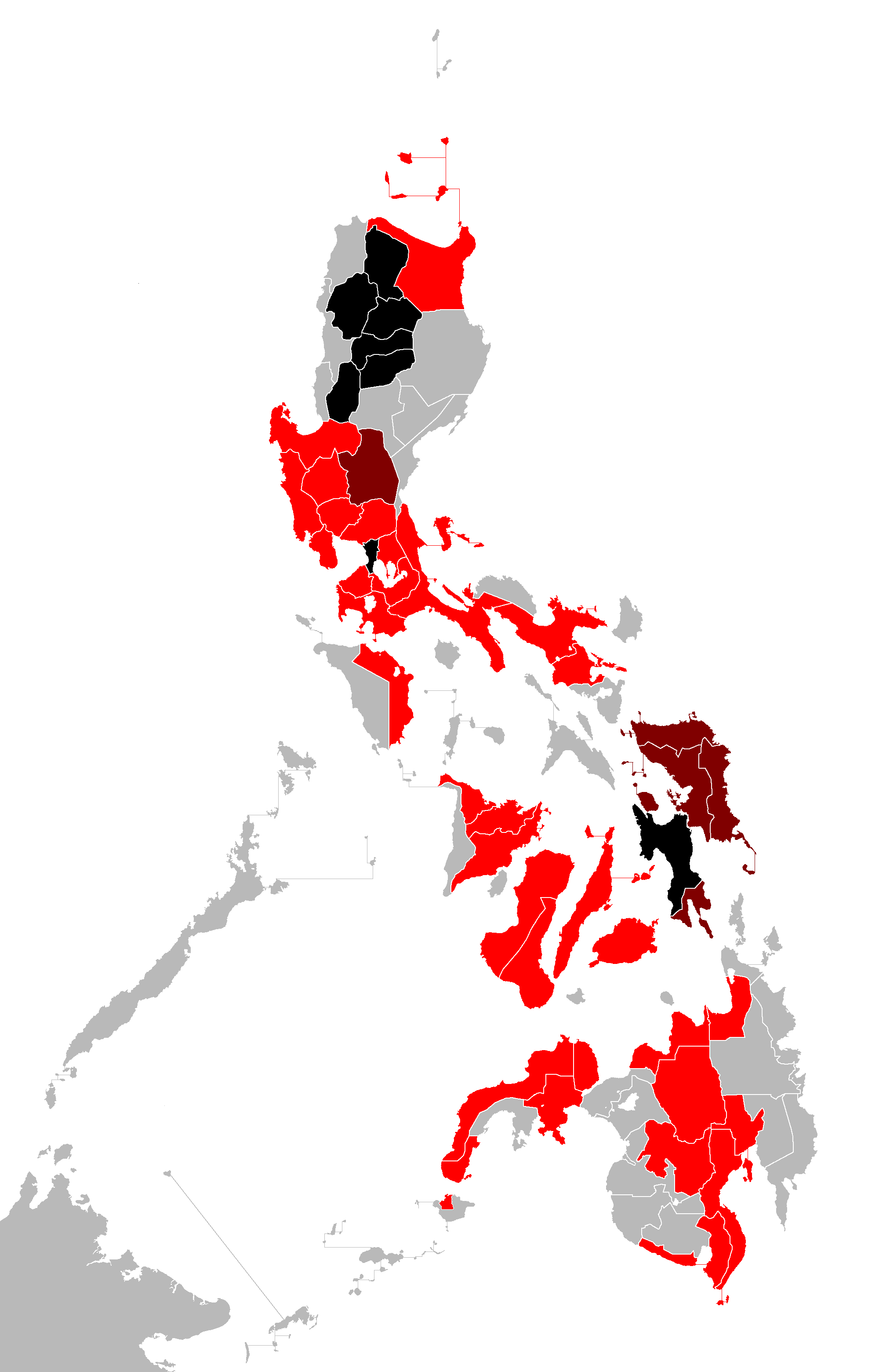
Mexicaanse griep in de Filipijnen
Bevestigde sterfgevallen
Bevestigde besmetgevallen
Onbevestigde besmetgevallen

Het eerste besmetgeval in de Filipijnen was op 21 mei 2009.
Het eerste sterfgeval was op 22 juni 2009.

## Georgië
Het eerste besmetgeval in Georgië was op 19 juli 2009.

## India

Mexicaanse griep in India

Het eerste besmetgeval in India was op 16 mei 2009.
Het eerste sterfgeval was op 2 augustus 2009.

## Indonesië

Mexicaanse griep in Indonesië:
Bevestigde besmetgevallen
Bevestigde sterfgevallen

Het eerste besmetgeval in Indonesië was op 24 juni 2009.
Het eerste sterfgeval was op 26 juli 2009.

## Irak
Het eerste besmetgeval in Irak was op 24 juni 2009.
Het eerste sterfgeval was op 9 augustus 2009.

## Iran
Het eerste besmetgeval in Iran was op 22 juni 2009.
Het eerste sterfgeval was op 5 augustus 2009.

## Israël

Mexicaanse griep in Israël:
Bevestigde besmetgevallen
Onbevestigde of geen besmetgevallen

De Israëlische adjunct-minister van gezondheid Yakov Litzman maakte op 27 april in een persconferentie bekend dat een tweede mogelijk geval van deze griep was geconstateerd in zijn land. Verder adviseerde Litzman, hoewel niet formeel, om niet naar Mexico te reizen als daar geen noodzaak voor is en zei hij dat Israël de benaming Influenza A (H1N1) verkiest boven varkensgriep, omdat varkens volgens het joodse geloof niet-koosjer zijn.
Een 26-jarige Israëlische student die naar Mexico op reis was geweest is ook besmet. Hij is inmiddels weer volledig hersteld.
Op 18 juli waren er 1.004 gevallen geregistreerd van de influenza A (H1N1), eind juli waren het er 1.520, wat het grootste aantal is in het Midden-Oosten.
Het eerste sterfgeval was op 27 juli 2009.

### Palestijnse Gebieden
Het eerste besmetgeval in de Palestijnse Gebieden was op 11 juni 2009.
Het eerste sterfgeval was op 7 augustus 2009.

## Japan

Mexicaanse griep in Japan

Op 30 april en 1 mei waren al verdachte gevallen gesignaleerd in Japan, maar in beide gevallen ging het om vals alarm.

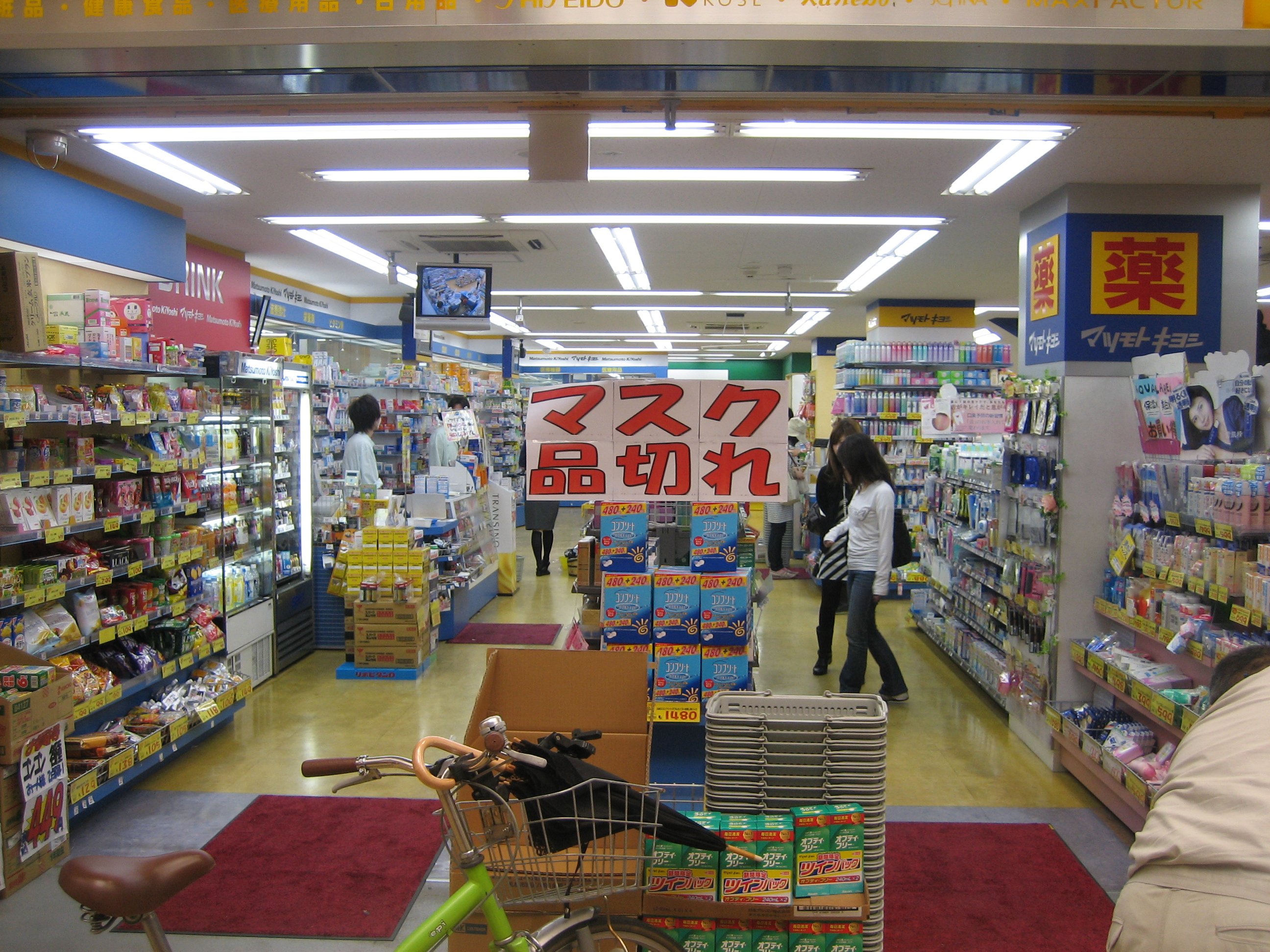
Een bord in een Japanse apotheek meldt dat alle mondkapjes zijn uitverkocht

Op 8 mei werden de eerste drie gevallen van Influenza A (H1N1) bevestigd: het betrof een docent en twee tieners, die in Canada waren geweest en via Detroit waren teruggekeerd naar Japan. Twee dagen later werd een vierde geval bevestigd, een student die op schoolreis naar Canada was geweest.
Op 17 mei was al van 78 personen bekend dat ze de griep hadden opgelopen, onder wie veel tieners. In veel ziekenhuizen worden speciale klinieken ingericht voor de griep en overheden en kranten proberen met behulp van informatienummers en preventiemaatregelen de bevolking te informeren. Op 8 juni was het aantal bevestigde besmettingen al opgelopen tot boven de 400.
Op 17 juli werden er al 3.663 gevallen gemeld, eind juli waren het er 5.022, maar nog geen doden. Op 15 augustus viel de eerste griepdode in Japan.

## Jemen
Het eerste besmetgeval in Jemen was op 16 juni 2009.
Het eerste sterfgeval was op 18 augustus 2009.

## Jordanië
Het eerste besmetgeval in Jordanië was op 16 juni 2009.
Het eerste sterfgeval was op 12 oktober 2009.

## Kazachstan
Het eerste besmetgeval in Kazachstan was op 23 juli 2009.

## Kirgizië
Het eerste besmetgeval was op 24 augustus 2009.

## Koeweit
Het eerste besmetgeval in Koeweit was op 24 mei 2009.
Het eerste sterfgeval was op 20 augustus 2009.

## Laos
Het eerste besmetgeval in Laos was op 18 juni 2009.
Het eerste sterfgeval was op 22 juli 2009.

## Libanon
Het eerste besmetgeval in Libanon was op 30 mei 2009.
Het eerste sterfgeval was op 30 juli 2009.

## Maldiven
Het eerste besmetgeval in de Maldiven was op 24 juli 2009.

## Maleisië
De Maleise minister van volksgezondheid Liow Tiong Lai maakte op 27 april 2009 bekend dat het ministerie Maleisiërs adviseert niet meer te reizen naar Mexico, Canada en enkele Amerikaanse staten, waaronder Texas en Californië. De minister zei dat de ziekenhuizen van Putrajaya en Serdang in geval van besmettingen gebruikt zullen worden voor de quarantaine.
Op 15 mei 2009 is het eerste geval van deze griep in Maleisië vastgesteld. Het betreft een jonge student van 21 jaar die recentelijk uit de Verenigde Staten was teruggekeerd.
Op 18 juli waren er reeds 835 gevallen geregistreerd, eind juli 1.371 waarvan 4 overlijdens. Eind augustus waren er in Maleisië al 72 overlijdens.

Mexicaanse griep in Maleisië
Bevestigde sterfgevallen
Bevestigde besmetgevallen

## Mongolië
Het eerste besmetgeval in Mongolië was op 13 oktober 2009.
Het eerste sterfgeval was op 23 oktober 2009.

## Myanmar
Het eerste besmetgeval in Myanmar was op 27 juni 2009.

## Nepal
Het eerste besmetgeval in Nepal was op 29 juni 2009.

## Oman
Het eerste besmetgeval in Oman was op 17 juni 2009.
Het eerste sterfgeval was op 21 augustus 2009.

## Oost-Timor
Het eerste besmetgeval in Oost-Timor was op 12 augustus 2009.

## Pakistan
Het eerste besmetgeval in Pakistan was op 3 augustus 2009.

## Qatar
Het eerste besmetgeval in Qatar was op 16 juni 2009.
Het eerste sterfgeval was op 31 juli 2009.

## Saoedi-Arabië
Het eerste besmetgeval in Saoedi-Arabië was op 3 juni 2009.
Het eerste sterfgeval was op 27 juli 2009.

## Singapore
Het eerste besmetgeval in Singapore was op 27 mei 2009.
Het eerste sterfgeval was op 16 juli 2009.

## Sri Lanka
Het eerste besmetgeval in Sri Lanka was op 16 juni 2009.

## Syrië
Het eerste besmetgeval in Syrië was op 4 juli 2009.
Het eerste sterfgeval was op 26 augustus 2009.

## Tadzjikistan
Het eerste besmetgeval in Tadzjikistan was op 4 oktober 2009.

## Thailand

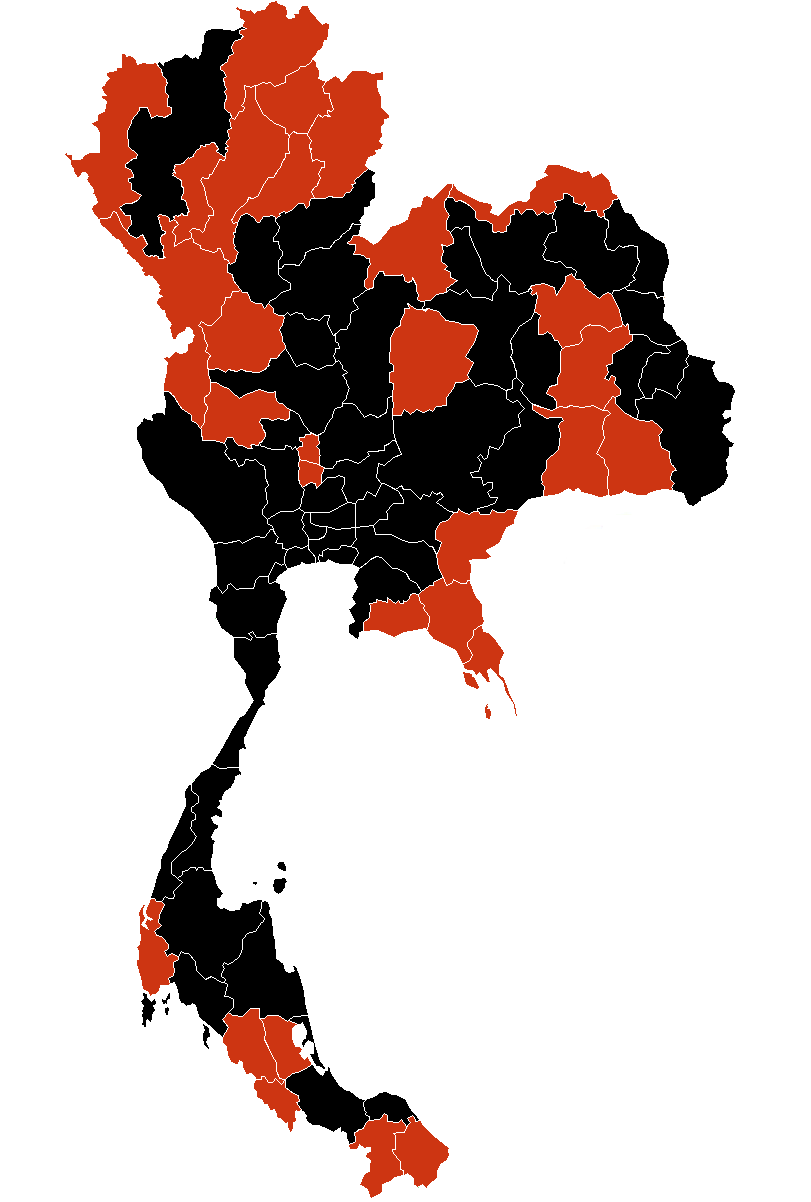
Mexicaanse griep in Thailand
Bevestigde sterfgevallen
Bevestigde besmetgevallen
Onbevestigde besmetgevallen

Het eerste besmetgeval in Thailand was op 12 mei 2009.
Het eerste sterfgeval was op 27 juni 2009.

## Verenigde Arabische Emiraten

Mexicaanse griep in de Verenigde Arabische Emiraten
Bevestigde sterfgevallen
Bevestigde besmetgevallen

Het eerste besmetgeval in de Verenigde Arabische Emiraten was op 24 mei 2009.
Het eerste sterfgeval was op 20 augustus 2009.

## Vietnam

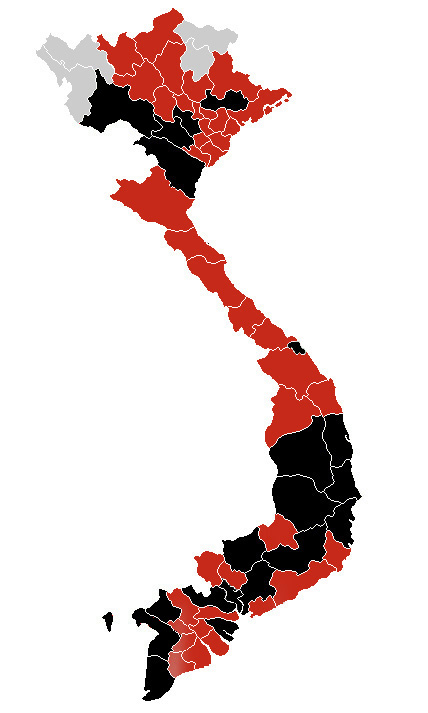
Mexicaanse griep in Vietnam
Bevestigde sterfgevallen
Bevestigde besmetgevallen

Het eerste besmetgeval in Vietnam was op 31 mei 2009.
Het eerste sterfgeval was op 4 augustus 2009.

## Zuid-Korea
Nadat op 2 mei 2009 het eerste geval van Influenza A (H1N1) in Zuid-Korea bevestigd werd, bleek op 5 mei dat er een tweede persoon met de ziekte kampt. Via mens-op-mensoverdracht heeft de eerste patiënt de tweede besmet. Dit was de eerste mens-op-mensbesmetting in Azië. Op 18 juli waren er 448 gevallen, eind juli waren het er 1.399. Op 15 augustus viel de eerste griepdode in Zuid-Korea.